# Eishockey-Europameisterschaft der U18-Junioren 1977
Die 10. Eishockey-Europameisterschaft der U18-Junioren fand vom 1. bis zum 10. April 1977 in  Bremerhaven in Deutschland statt. Die Spiele der B-Gruppe wurden vom 30. März bis 4. April 1977 in Bilbao und San Sebastián in Spanien ausgetragen.
Da im gleichen Jahr erstmals eine offizielle U20-Weltmeisterschaft ausgetragen wurde, setzte die IIHF das Alterslimit der Junioren-Europameisterschaft um ein Jahr herab. Die fortlaufende Zählung der Austragungen wurde aber beibehalten.

## A-Gruppe
Aufsteiger Rumänien verzichtete nach dem Erdbeben von Vrancea 1977 auf die Teilnahme und stand damit als Absteiger fest.
| Spiele              | SWE  | TCH  | URS  | FIN  | SUI  | BRD  | POL  | Tore  | Pkt.  |
| ------------------- | ---- | ---- | ---- | ---- | ---- | ---- | ---- | ----- | ----- |
| 1. Schweden         |      | 4:0  | 5:2  | 8:1  | 13:2 | 15:1 | 13:1 | 58:07 | 12:0  |
| 2. Tschechoslowakei | 0:4  |      | 5:3  | 10:1 | 15:3 | 10:1 | 9:1  | 49:13 | 10:02 |
| 3. UdSSR            | 2:5  | 3:5  |      | 14:2 | 6:4  | 7:3  | 17:0 | 49:19 | 08:04 |
| 4. Finnland         | 1:8  | 1:10 | 2:14 |      | 11:2 | 8:3  | 8:1  | 31:38 | 06:06 |
| 5. Schweiz          | 2:13 | 3:15 | 4:6  | 2:11 |      | 2:2  | 8:5  | 21:52 | 03:09 |
| 6. BR Deutschland   | 1:15 | 1:10 | 3:7  | 3:8  | 2:2  |      | 4:3  | 14:45 | 03:09 |
| 7. Polen            | 1:13 | 1:9  | 0:17 | 1:8  | 5:8  | 3:4  |      | 11:59 | 00:12 |

### Meistermannschaften
| U18-Europameister Schweden | Göran Henriksson, Pelle Lindbergh – Anders Boström, Tomas Jonsson, Thomas Kärrbrandt, Tommy Samuelsson, Jan-Åke Danielsson, Anders Wallin, Thomas Åhlén – Mikael Andersson, Sivert Andersson, Tommy Mörth, Mats Näslund, Ove Olsson, Börje Rohlin, Ulf Rådbjer, Conny Silverberg, Thomas Steen, Håkan Södergren, Peter Målerin |
| Silber Tschechoslowakei    | Jan Hrabák, Jaromír Šindel – Jan Podlaha, Kloz, Ivan Černý, Milan Florián, Roman Rákosník, Milan Machek, Peter Slanina, Antonín Plánovský – František Černý, Miroslav Fryčer, Ján Jaško, Eugen Saloň, Anton Šťastný, Vlastimil Vajčner, Ondřej Weissmann, Jiří Lála, Dušan Ludma, Jaroslav Markovič                            |

### Auszeichnungen
| Auszeichnung       | Spieler          | Team     |
| ------------------ | ---------------- | -------- |
| Top-Scorer         | Conny Silverberg | Schweden |
| Bester Torhüter    | Pelle Lindbergh  | Schweden |
| Bester Verteidiger | Peter Slanina    | ČSSR     |
| Bester Stürmer     | Conny Silverberg | Schweden |

## B-Gruppe

### Vorrunde
Gruppe 1
| Spiele         | YUG  | DEN  | FRA  | ESP  | Tore  | Pkt. |
| -------------- | ---- | ---- | ---- | ---- | ----- | ---- |
| 1. Jugoslawien |      | 4:2  | 7:2  | 10:2 | 21:06 | 6:0  |
| 2. Dänemark    | 2:4  |      | 12:3 | 10:1 | 24:08 | 4:2  |
| 3. Frankreich  | 2:7  | 3:12 |      | 6:2  | 11:21 | 2:4  |
| 4. Spanien     | 2:10 | 1:10 | 2:6  |      | 05:26 | 0:6  |

Gruppe 2
| Spiele         | NOR | AUT | ITA | NED | Tore  | Pkt. |
| -------------- | --- | --- | --- | --- | ----- | ---- |
| 1. Norwegen    |     | 6:3 | 6:1 | 3:2 | 15:06 | 6:0  |
| 2. Österreich  | 3:6 |     | 3:2 | 8:5 | 14:13 | 4:2  |
| 3. Italien     | 1:6 | 2:3 |     | 3:2 | 06:11 | 2:4  |
| 4. Niederlande | 2:3 | 5:8 | 2:3 |     | 09:14 | 0:6  |

### Platzierungsspiele
| Spiel um Platz 7 | Niederlande | 7:3 (4:0, 2:1, 1:2)            | Spanien     |  |
| Spiel um Platz 5 | Italien     | 4:3 n. V. (1:1, 2:1, 0:1, 1:0) | Frankreich  |  |
| Spiel um Platz 3 | Dänemark    | 5:2 (2:1, 1:1, 2:0)            | Österreich  |  |
| Finale           | Norwegen    | 4:1 (0:0, 1:1, 3:0)            | Jugoslawien |  |

### Auszeichnungen
| Auszeichnung | Spieler  | Team     |
| ------------ | -------- | -------- |
| Top-Scorer   | Andersen | Norwegen |